# Inflación estructural
La inflación estructural (inglés: built-in inflation, "inflación incorporada") es un concepto económico que se refiere a un tipo de inflación que resulta de eventos pasados y persiste en el presente, por lo que también se la suele denominar "inflación resaca".

## Descripción
En un momento determinado, la inflación estructural representa uno de los tres principales determinantes de la tasa de inflación actual. En el modelo triangular de la inflación de John Maynard Keynes , la tasa actual de inflación es igual a la suma de la llamada "inflación por tirón de demanda" (inglés: demand-pull inflation), la inflación de choques de oferta y la inflación estructural. Por su parte, la inflación por tirón de la demanda hace referencia a los efectos de una caída de la tasa de desempleo (aumento del Producto Interno Bruto real) en el modelo de la curva de Phillips, mientras que los otros dos factores suponen desplazamientos de la curva de Phillips.
La inflación estructural que existe en la actualidad comenzó como inflación por un tirón de la demanda persistente o un gran aumento de costos en el pasado. Luego se convirtió en un aspecto "normal" del funcionamiento de la economía, debido al papel de las expectativas inflacionarias y la espiral precios-salarios.
- Las expectativas inflacionarias juegan un papel porque si los trabajadores y empresarios esperan más inflación en el futuro, aumentarán sus salarios y precios (nominales) ahora. Esto significa que aparece inflación simplemente por la perspectiva subjetiva de lo que puede suceder en el futuro. Por supuesto, siguiendo la teoría generalmente aceptada de las expectativas adaptativas, tales expectativas inflacionarias surgen por una experiencia pasada persistente con la inflación.

- La espiral de precios/salarios se refiere a la naturaleza conflictiva de la negociación de salarios en el capitalismo moderno. (Es parte de la teoría del conflicto de la inflación, que se refiere a su parte objetiva). Los trabajadores y los empresarios no se suelen juntar para ponerse de acuerdo sobre el nivel real de los sueldos. En su lugar, los trabajadores intentan proteger sus sueldos reales, o alcanzar un sueldo real objetivo, presionando para conseguir salarios nominales más altos. Así, si esperan inflación de precios —o han experimentado inflación de precios en el pasado— presionan por salarios más altos. Si tienen éxito, esto aumenta los costos a los que hacen frente los empresarios que los contratan. Para proteger el valor real de sus beneficios (o para obtener una tasa de beneficios objetivo o una tasa de retorno de inversión), los empresarios pasan los costes mayores a los consumidores en la forma de precios más altos. Esto anima a los trabajadores a pedir sueldos más altos.

Al final, la inflación estructural involucra un círculo vicioso de elementos tanto subjetivos como objetivos, con lo que la inflación se auto-alimenta. Significa que los métodos estándar de lucha contra la inflación usando políticas monetarias o fiscales para inducir una recesión son extremadamente caros, es decir, significan grandes aumentos de desempleo y grandes caídas del Producto Interno Bruto. Esto sugiere que se necesitan otros métodos como controles de salarios y precios (políticas de ingresos) como complemento a las recesiones en la lucha contra la inflación.